# BIFF 광장
BIFF 광장(비프 광장)은 대한민국 부산광역시 중구 남포동에 위치한 광장이자 거리이다. BIFF는 부산국제영화제를 의미하며 부산국제영화제의 발원지이다.